# Varennes (Yonne)
Varennes és un municipi francès, situat al departament del Yonne i a la regió de Borgonya - Franc Comtat. L'any 2007 tenia 277 habitants.

## Demografia

### Població
El 2007 la població de fet de Varennes era de 277 persones. Hi havia 114 famílies, de les quals 28 eren unipersonals (12 homes vivint sols i 16 dones vivint soles), 41 parelles sense fills, 41 parelles amb fills i 4 famílies monoparentals amb fills.
La població ha evolucionat segons el següent gràfic:
Habitants censats

### Habitatges
El 2007 hi havia 142 habitatges, 116 eren l'habitatge principal de la família, 12 eren segones residències i 15 estaven desocupats. 128 eren cases i 13 eren apartaments. Dels 116 habitatges principals, 90 estaven ocupats pels seus propietaris, 24 estaven llogats i ocupats pels llogaters i 2 estaven cedits a títol gratuït; 3 tenien una cambra, 9 en tenien dues, 29 en tenien tres, 31 en tenien quatre i 45 en tenien cinc o més. 91 habitatges disposaven pel capbaix d'una plaça de pàrquing. A 48 habitatges hi havia un automòbil i a 56 n'hi havia dos o més.

### Piràmide de població
La piràmide de població per edats i sexe el 2009 era:
| Homes | Edats   | Dones |
| ----- | ------- | ----- |
| 4     | 95 o +  | 0     |
| 0     | 90 a 94 | 0     |
| 0     | 85 a 89 | 0     |
| 0     | 80 a 84 | 0     |
| 4     | 75 a 79 | 4     |
| 4     | 70 a 74 | 8     |
| 4     | 65 a 69 | 16    |
| 8     | 60 a 64 | 8     |
| 0     | 55 a 59 | 0     |
| 16    | 50 a 54 | 16    |
| 16    | 45 a 49 | 8     |
| 4     | 40 a 44 | 16    |
| 24    | 35 a 39 | 12    |
| 4     | 30 a 34 | 4     |
| 8     | 25 a 29 | 8     |
| 12    | 20 a 24 | 4     |
| 12    | 15 a 19 | 4     |
| 8     | 10 a 14 | 12    |
| 8     | 5 a 9   | 4     |
| 0     | 0 a 4   | 16    |

## Economia
El 2007 la població en edat de treballar era de 174 persones, 143 eren actives i 31 eren inactives. De les 143 persones actives 136 estaven ocupades (71 homes i 65 dones) i 7 estaven aturades (2 homes i 5 dones). De les 31 persones inactives 8 estaven jubilades, 10 estaven estudiant i 13 estaven classificades com a «altres inactius».

### Ingressos
El 2009 a Varennes hi havia 126 unitats fiscals que integraven 299,5 persones, la mediana anual d'ingressos fiscals per persona era de 20.178 €.

### Activitats econòmiques
Dels 8 establiments que hi havia el 2007, 4 eren d'empreses de construcció, 1 d'una empresa de comerç i reparació d'automòbils, 2 d'empreses d'hostatgeria i restauració i 1 d'una empresa de serveis.
Dels 7 establiments de servei als particulars que hi havia el 2009, 1 era un taller de reparació d'automòbils i de material agrícola, 2 paletes, 1 fusteria, 1 lampisteria i 2 restaurants.
L'any 2000 a Varennes hi havia 9 explotacions agrícoles.

## Equipaments sanitaris i escolars
El 2009 hi havia una escola elemental integrada dins d'un grup escolar amb les comunes properes formant una escola dispersa.

## Poblacions més properes
El següent diagrama mostra les poblacions més properes.